# Pamukova

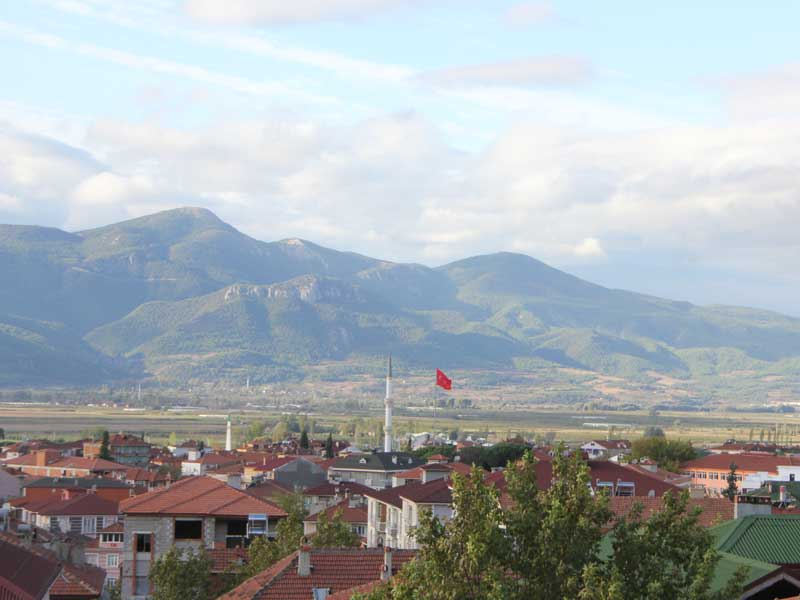
A view of Pamukova

Pamukova là một huyện thuộc tỉnh Sakarya, Thổ Nhĩ Kỳ. Huyện có diện tích 360 km² và dân số thời điểm năm 2007 là 25767 người, mật độ 72 người/km².